# دكتور في القانون (فقه القضاء)
دكتور في القانون (فقه القضاء) (بالإنجليزية: Doctor of Law بالفرنسية: Doctorat en droit): هي شهادة الدكتوراه في فقه القضاء.
تشمل شهادات الدكتوراه الأخرى في القانون: دكتوراه في علم القانون، دكتوراه في القانون (فلسفة التشريع)، دكتور في فلسفة القانون، دكتور في القانون.